# De grootste Nederlander/genomineerden
De tien overblijvende kandidaten van de verkiezing van de grootste Nederlander waren:
1. Pim Fortuyn
2. Willem van Oranje
3. Willem Drees
4. Antoni van Leeuwenhoek
5. Desiderius Erasmus
6. Johan Cruijff
7. Michiel de Ruyter
8. Anne Frank
9. Rembrandt van Rijn
10. Vincent van Gogh

De overige genomineerden waren:
1. Aletta Jacobs
2. Christiaan Huygens
3. Annie M.G. Schmidt
4. Koningin Juliana
5. Johan Rudolph Thorbecke
6. Majoor Bosshardt
7. Anton Philips
8. Freddy Heineken
9. Hannie Schaft
10. Koningin Wilhelmina
11. Baruch Spinoza
12. Toon Hermans
13. Prins Claus
14. Johan van Oldenbarnevelt
15. Marco van Basten
16. Piet Hein
17. Joop den Uyl
18. Jan Adriaanszoon Leeghwater
19. Fanny Blankers-Koen
20. Van Kooten en De Bie
21. Hugo de Groot
22. Johan de Witt
23. Anthony Fokker
24. Multatuli
25. Prins Bernhard
26. Wim Kok
27. M.C. Escher
28. Marco Borsato
29. Erik Hazelhoff Roelfzema
30. Tiësto
31. Koningin Beatrix
32. Titus Brandsma
33. Cornelis Lely
34. Hans Teeuwen
35. Joseph Luns
36. Leontien Zijlaard-van Moorsel
37. Willem Kolff
38. Godfried Bomans
39. Hendrik Lorentz
40. Abel Tasman
41. Joop van den Ende
42. André van Duin
43. Joost van den Vondel
44. Rinus Michels
45. Mies Bouwman
46. Willem Barentsz
47. Ferdinand Domela Nieuwenhuis
48. Ruud Lubbers
49. Jan Tinbergen
50. Wim Sonneveld
51. Joke Smit
52. Frits Bolkestein
53. Jeroen Bosch
54. Johnny Kraaijkamp sr.
55. Marga Klompé
56. Johannes Vermeer
57. Dick Bruna
58. Albert Plesman
59. Joop Zoetemelk
60. Hella Haasse
61. Thomas a Kempis
62. Willem III van Oranje-Nassau
63. Kenau Simonsdochter Hasselaer
64. Johannes Diderik van der Waals
65. Wubbo Ockels
66. Anna Maria van Schurman
67. Herman Boerhaave
68. Ruud Gullit
69. Monique van de Ven
70. Freek de Jonge
71. Anton Pieck
72. Boudewijn de Groot
73. Willem Frederik Hermans
74. Pieter Jelles Troelstra
75. Albert Heijn
76. Paul de Leeuw
77. Jac. P. Thijsse
78. Jan Wolkers
79. Piet Mondriaan
80. Simon Stevin
81. Guillaume Groen van Prinsterer
82. Rutger Hauer
83. Harry Mulisch
84. Abraham Kuyper
85. Maarten Tromp
86. Wim Kan
87. Paul Verhoeven
88. Belle van Zuylen
89. Ramses Shaffy
90. Abe Lenstra
91. Gerard Reve
92. Anton de Kom
93. Max Euwe
94. Ko van Dijk jr.
95. Gerrit Jan van der Veen
96. Hendrik Petrus Berlage
97. Heike Kamerlingh Onnes
98. Anton Geesink
99. Bert Haanstra
100. Claudius Civilis
101. C.H.D. Buys Ballot
102. Jan Pieterszoon Coen
103. Samuel van Houten
104. Ard Schenk
105. Niko Tinbergen
106. Koning Willem I
107. Mary Dresselhuys
108. Simon Carmiggelt
109. John de Mol
110. Gerrit Rietveld
111. Frank Martinus Arion
112. Hans van Mierlo
113. Hadewych
114. Jan Pieterszoon Sweelinck
115. Geert Groote
116. Sonja Barend
117. Joan van der Capellen tot den Pol
118. Jan van Speijk
119. Anton Corbijn
120. Pieter Corneliszoon Hooft
121. Bernard Haitink
122. Willem van Loon
123. Karel Appel
124. Johan Huizinga
125. Suze Groeneweg
126. Graaf Floris V
127. Koning Lodewijk Napoleon
128. L.E.J. Brouwer
129. Tobias Asser
130. Rem Koolhaas
131. Jacob Cats
132. Alexandra Radius
133. Éva Besnyo
134. Jan Rutgers
135. Reinier Paping
136. Paul Huf
137. Pierre Cuypers
138. Paul Crutzen
139. Samuel Sarphati
140. Frits Fentener van Vlissingen
141. Joris Ivens
142. Pieter Brueghel
143. Frans Hals
144. Simon Vestdijk
145. Olivier van Noort
146. Hendrik Colijn
147. Willem Beukelszoon
148. Viktor en Rolf
149. Cornelis Verolme
150. Lucebert
151. Sjoukje Dijkstra
152. Henri Polak
153. Loe de Jong
154. Ed van der Elsken
155. Hans van Manen
156. Theo Thijssen
157. Jan Steen
158. Anton Dreesmann
159. Jaap Eden
160. Willem Marinus Dudok
161. Johnny Jordaan
162. Benno Premsela
163. Louis Davids
164. Marlene Dumas
165. Erwin Olaf
166. Martinus Nijhoff
167. Cristina Deutekom
168. Jacob Olie
169. Willem de Kooning
170. Remco Campert
171. Herman Gorter
172. Faas Wilkes
173. W.A. Visser 't Hooft
174. Ada Kok
175. Herman Willem Daendels
176. Rudi Carrell
177. Pierre Bokma
178. Louis Andriessen
179. Henk Hofland
180. Jacob van Campen
181. Pieter Cort van der Linden
182. Jacob van Ruisdael
183. Theo van Doesburg
184. Pieter Saenredam
185. Ootje Oxenaar
186. Rineke Dijkstra
187. Hendrik Doeff
188. Fons Rademakers
189. Reinbert de Leeuw
190. Erik de Vries
191. Jan Dibbets
192. Johan van der Keuken